# Alberto Rembao
Alberto Rembao (Chihuahua, Chihuahua, México 26 de septiembre de 1895 – Nueva York, Nueva York, Estados Unidos; 10 de noviembre de 1962) fue un filósofo, teólogo, escritor y periodista chihuahuense, radicado en los Estados Unidos.
Pensador ecuménico protestante, dedicó su trabajo a promover el ecumenismo cristiano así como la defensa de los derechos de las minorías culturales en los Estados Unidos, especialmente de la latinoamericana, así como un abogado del cristinianismo social, el internacionalismo y la democracia.

## Semblanza biográfica
Nacido el 26 de septiembre de 1895 en la ciudad de Chihuahua, fue hijo de Andrés Rembao y Francisca Solís, así como sobrino de Rafael Rembao, amigo y difusor de las ideas de los hermanos Flores Magón en Chihuahua. El antiautoritarismo y anticlericalismo de sus padres, promovió que hiciera sus estudios junto con sus dos hermanas en las escuelas dirigidas por los protestantes, probablemente en el Colegio de la Divina Providencia fundado por el Maestro Albino Mireles.
Al estallido de la Revolución, Alberto se une al ejército revolucionario bajo el comando de Pascual Orozco (hijo), participando en la batalla de Tierra Blanca al sur de Ciudad Juárez, donde es herido de gravedad y le amputan la pierna derecha. En este hecho los misioneros protestantes lo rescatan y es llevado a salvo a los Estados Unidos, recibiendo ayuda financiera, empleo, una pierna artificial, la ciudadanía estadounidense y el financiamiento de su educación.
Estudia la carrera en Literatura de Lenguas Romances en el Pomona College en California, así como la carrera y la Maestría en Divinidad en la Pacific School of Religion (PSR) en Berkeley, California. Ingresa a la Yale Divinity School en New Haven, Connecticut, para estudiar el Doctorado, el cual abandona. Posteriormente recibirá un doctor honoris causa Pacific School of Religion, en Berkeley, California. Durante toda su vida se instala en la Ciudad de Nueva York, donde publica y dirige la revista la Nueva Democracia, y se convierte su casa en la visita de todos los intelectuales hispanoamericanos de la época como Alfonso Reyes, Pedro de Alba, Rufino Tamayo, Rafael Heliodoro Valle, Ermilio Abreu Gómez, Jorge Mañach, Raúl Roa, Fernando Ortiz, Federico de Onís, Tomas Navarro, Fernando de los Ríos, Luis Alberto Sánchez, Germán Arciniegas, Mariano Picón Salas, Arturo Uslar Pietri, entre otros.
Rembao es nombrado, en 1928, director de la Revista Nueva Democracia, perteneciente al Servicio de Información en Lenguas Extranjeras (FLIS por sus en Inglés). FLIS fue creado en 1920 por el gobierno norteamericano con el objetivo de proporcionar información vía radio y prensa escrita por todo el territorio estadounidense, a fin de promover la lealtad al país y que tomaran partido los extranjeros en su favor durante la guerra.
Al tomar la dirección Alberto Rembao de la nueva división en español, da un giro del mismo y lo convierte en un esquema dedicado a defender los derechos de los inmigrantes latinoamericanos. A partir de estos momentos Rembao se convierte en un crítico de la teoría sociológica y filosófica conocida como Melting Pot o asimilación cultural. 
Para Rembao los programas de americanización o asimilación de los inmigrantes tenían un enfoque más que de tolerancia, con tintes chauvinisticos y racistas, orillando esencialmente a que los migrantes dejaran sus rasgos culturales. A partir de este momento se convirtió en uno de los Teólogos y Filósofos latinoamericanos más importantes que empezaron a exigir el lugar de los Latinos en el pensamiento mundial.
Estando en Nueva York, al llegar la gran crisis económica de 1929, Alberto Rembao pierde su trabajo en el servicio de información en lenguas extranjeras, manteniendo su empleo en la revista la Nueva Democracia, la cual dirigirá desde 1933 hasta su muerte en 1962.
En esta revista publicará sus ideas concernientes a su filosofía política. Si bien sus estudios se centran en Teología y Filosofía de la Religión, la revista Nueva Democracia será el espacio ideal para sus publicaciones de carácter político. Como un defensor de la identidad latinoamericana, así como de los derechos humanos, se sabe parte de una nación en la cual la libertad y sus diversas manifestaciones son ejemplos que marcan su ideología y forma de vida. No obstante critica las formas antidemocráticas y anticristianas con las cuales se tratan a las personas afroamericanas, latinas, a las mujeres y a las minorías, subrayando que los Estados Unidos es todo menos una nación cristiana, poseedora de una inconsistente democracia.
Publica así un libro que se edita en Argentina conocido como Democracia Trascendente en 1945, donde expone duros argumentos en contra del capitalismo, el cual clasifica como un sistema que promueve la existencia de una élite corrupta, que explota a las clases bajas. Para Rembao el capitalismo es un enemigo de la democracia al igual que darwinismo social y el comunismo.
En contraposición a estas formas de organización, contrapone erradicar los nacionalismos, la carrera armamenticia y la competitividad descarnada, eso a través de la unidad internacional y la interdependencia de los países en políticas de mutuo beneficio. Convirtiéndose con ello en un defensor de internacionalismo.
En diciembre de 1938, Rembao asiste al Concilio Internacional Misionero en Tambaram, hoy Madras, en la India. Él es uno de los representantes del protestantismo liberal y uno de los tantos representantes latinoamericanos que asisten al Concilio. Al término de sus actividades es invitado a pasar durante tres días como huésped en el Ahsram del gran líder nacional hindú. Durante este tiempo tiene la oportunidad de intercambiar impresiones con Gandhi, quien era conocido por su amistad con varios protestantes y sobre su admiración del Cristo Vivo.
A raíz de ello escribe en 1939 el libro “Mensaje, Movimiento y Masa”, que es al estilo rembao una crónica de su experiencia con el santo laico. Rembao afirma que independientemente del nacimiento del fascismo en Europa, el filósofo observa el desarrollo de una nueva era de la cristiandad, donde se construye una “masa cristiana centrada en una fraternidad global en la enseñanzas de Cristo, permitiendo a su vez que las Iglesias locales mantengan vivas sus identidades regionales, manteniendo la resistencia contra las intenciones nacionalistas y hegemónicas. Así en esta masa cristiana, las iglesias jóvenes (es decir, las misiones latinoamericanas), tienen un rol crítico y equitativo en la actividad misionera y en la promoción de la unidad, la democracia, y en el desarrollo de un mundo justo y pacífico.
Durante su estancia en Nueva York fue profesor Invitado del Colegio de la Ciudad de Nueva York, del Seminario de Teología de Princeton, del Seminario Teológico de Matanzas Cuba. A través de estas actividades académicas promovió los estudios latinoamericanos en el Instituto Hispánico de la Universidad de Columbia en Nueva York, la cual iniciará el primer Doctorado en Literatura Latinoamérica en el País.

## Obras
Rembao, Alberto. Lupita: A Story of Mexico in Revolution. Foreword by John A. Mackay. New York: Friendship Press, 1935.
_____. Meditaciones Neoyorkinas. Buenos Aires: Librería “La Aurora,” 1939.
_____. Mensaje, Movimiento y Masa. Buenos Aires: Librería “La Aurora,” 1939.
_____. Outlook in Mexico. New York: Friendship Press, 1942.
_____. “Prehispanic Religion in Latin America.” International Review of Mission 31 no. 2 (1942).
_____. Democracia Trascendente. Buenos Aires: Editorial “La Aurora”; México, D.F.: Casa Unida de Publicaciones, 1945.
_____. Flor de Traslaciones: Ensayos de Tiempo de Angustia. Buenos Aires: “La Aurora”, 1947.
_____. “The Presence of Protestantism in Latin America.” International Review of Mission 37 no. 1 (1948).
_____. Discurso a la Nación Evangélica. Apuntaciones para un Estudio de la Transculturación Religiosa en el Mundo de Habla Española. Buenos Aires: Editorial “La Aurora,” 1949.
_____. Horseman of the Lord: Alfred Clarence Wright. Pamphlet. 24pp. New York: Friendship Press, 1951.
_____. Pneuma: Los Fundamentos Teológicos de la Cultura. México, D.F.: Casa Unida de Publicaciones; Buenos Aires: Editorial La Aurora, 1957.
_____. “Protestant Latin America: Sight and Insight.” International Review of Mission 46 no. 181 (1957).
_____. The Reformation Comes to Hispanic America. Nashville, TN: Abingdon Press, [1957?].
_____. The Growing Church and its Changing Environment in Latin America: From Missions to Mission in Latin America: Study Conference of the Committee on Cooperation in Latin America. New York: The Committee on Cooperation in Latin America, 1958.
_____. Lecciones de Filosofía de la Religion. Matanzas, Cuba: Publicaciones del Seminario Evangélico de Teología, [1958].
_____. Mission Highlights. n.p.: n.p., 1959.
_____. La Vida Heroica. 2 vols in 1. México, D.F.: Comité Regional de México para e Comité Central de Educación Religiosa en la América Latina, n.d.